# Llebre de Tolai
La llebre de Tolai (Lepus tolai) és una espècie de llebre asiàtica, lleugerament més petita que les llebres europees (amb una mida de 40-55 cm) i un pes d'1,5–2,5 kg. La seva distribució s'estén des de Rússia al nord fins a l'Índia al sud i també arriba als deserts d'Aràbia i el nord-est d'Àfrica. S'adapta als hàbitats durs i pot viure a més de 3.000 metres d'altitud. També és capaç de viure molt de temps sense beure aigua.